# Institut supérieur de l’aéronautique et de l’espace
A párizsi Institut supérieur de l’aéronautique et de l’espace (ISAE, SUPAERO) a világ első, kifejezetten űrkutatással foglalkozó mérnöki iskolája, és az ENAC révén az egyik legjobbnak számít Európában ezen a területen. Az iskola számos tudományos és mérnöki szakot kínál.

## Híres diplomások
- Jean-Marie Bastien-Thiry, francia katonatiszt
- Henri Coandă, román mérnök, feltaláló, aerodinamikai úttörő